# Амбазон
Амбазон — лекарственное средство, по заверениям производителя, обладающее сильным бактериостатическим действием.. 
В авторитетных международных источниках не упоминается, доказательств эффективности не имеет

## Международное название
Амбазон

## Торговые названия
Фарингосепт.

## Лекарственная форма
Таблетки для рассасывания, таблетки для рассасывания со вкусом шоколада и лимонным вкусом.

## Фармакологическое действие
Обладает бактериостатическим действием по отношению к гемолитическому стрептококку и пневмококку (в разведении 1:1000000) и зеленящему стрептококку (1:8000000), в большинстве случаев ответственных за развитие инфекции полости рта и верхних дыхательных путей. Не влияет на кишечную микрофлору.

## Фармакокинетика
Оптимальная терапевтическая концентрация в слюне достигается на 3-4 день приема препарата при дозе 0,03-0,05 г/сутки.

## Показания
Профилактика и лечение острых инфекционно-воспалительных заболеваний полости рта и гортани: тонзиллит, гингивит, стоматит, фарингит, послеоперационное лечение при тонзиллэктомии и экстракции зубов.

## Противопоказания
Гиперчувствительность.

## Режим дозирования
Местно, через 15-30 мин после еды, таблетки медленно рассасываются во рту. Взрослым: по 0,04-0,05г (4-5 таблеток) в сутки в течение 3-4 дней. Детям 3-7 лет - 0,03 г/сут. Необходимо в течение 3 ч после приема воздерживаться от приема пищи. Оптимальная терапевтическая концентрация в слюне достигается при приеме 3-5 таблеток в день в течение 3-4 дней.

## Побочные эффекты
Аллергические реакции, кожная сыпь.

## Особые указания
Увеличение дозы не оказывает большего клинического эффекта.